# Abtei Dendermonde

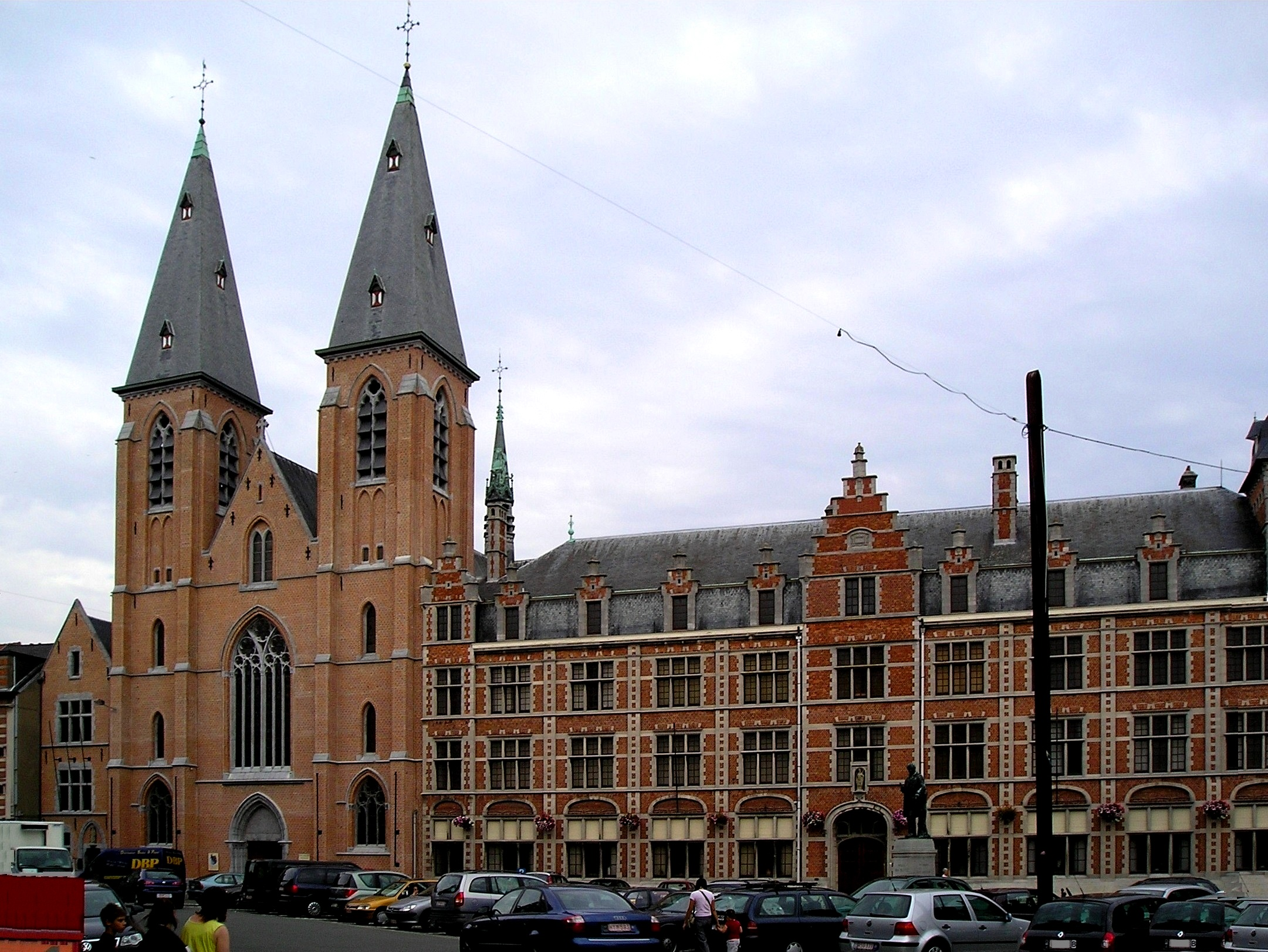
Fassade der neugotischen Abteikirche Dendermonde, daneben Konventsgebäude im Neorenaissance-Stil

Die Abtei Dendermonde ist ein Benediktinerkloster in Dendermonde (Belgien), das eine Rolle in der liturgischen Bewegung in Belgien spielte. Sie wurde 1837 gegründet und trägt das Patrozinium der Apostel Petrus und Paulus.

## Geschichte
Im Jahr 1837 stellte die Gemeinschaft der Abtei Affligem, die seit 1796 zerstreut war, unter der Leitung von Dom Veremundus D’Haens ihr Gemeinschaftsleben in Gebäuden wieder her, die vom Komitee zur Linderung der Armut in der Stadt Dendermonde gekauft wurden. Diese Gebäude waren der Standort einer Kapuzinerniederlassung gewesen, die 1596 gegründet und 1797 unterdrückt wurde. Die an die Gebäude angeschlossene Kirche war 1815 als öffentliche Kapelle wiedereröffnet worden. 1841 wurde der Konvent in Dendermonde als Fortführung des im 12. Jahrhundert in Affligem gegründeten Konvents anerkannt. Eine königliche Anordnung von 1842 bestimmte die Abteikirche zum öffentlichen Gebrauch. 1846 umfasste der Konvent zwölf Mönche, und 1850 wurde das Kloster in die Cassinensische Kongregation eingegliedert.
1868 erwarb die Gemeinschaft die Reste ihres ursprünglichen Hauses in Affligem, und 1870 wurde eine Gruppe von Mönchen aus Dendermonde nach Affligem geschickt, um die dortige Abtei wieder zu besiedeln.
In den Jahren 1890–1910 wurde die Abtei Dendermonde zu einem Zentrum der Liturgischen Bewegung in Belgien. Die Abteikirche wurde abgerissen, um 1901–1902 durch ein größeres Gebäude ersetzt zu werden. Die neue Kirche wurde am 19. August 1902 von Antoon Stillemans, Bischof von Gent, geweiht.
Die meisten der ursprünglichen Klostergebäude in Dendermonde wurden 1914 durch einen Brand zerstört, aber die Kirche blieb stehen. Der Wiederaufbau begann 1919 und wurde 1924 im flämischen Neorenaissance-Stil abgeschlossen. 1939 wurde die Abteikirche zur Basilica minor erhoben.
1945 wurde eine Schule gegründet, die im Jahr 2000 geschlossen wurde. Die Schulgebäude wurden 2019 abgerissen, an ihrer Stelle wurden Wohnungen gebaut.
Die Klostergebäude wurden 2003 und 2010 unter Denkmalschutz gestellt.